# 加藤隆雄

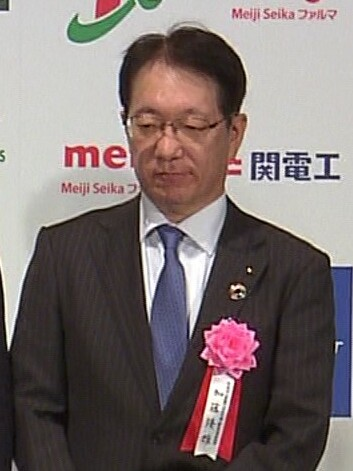
日本プロスポーツ大賞授賞式にて（2022年3月）

加藤 隆雄（かとう たかお、1962年2月21日 - ）は、日本の経営者。

## 人物
三重県津市生まれ。1984年京都大学工学部卒業後、三菱自動車工業入社。名古屋製作所副所長、三菱自動車工業インドネシア社長などを経て、2019年取締役代表執行役CEO。2021年より取締役代表執行社長CEO。